# Sparta Katowice
Il Budowlany Klub Sportowy Sparta Katowice è una squadra di pallamano maschile polacca con sede a Katowice.

## Palmarès

### Titoli nazionali
- Campionato polacco di pallamano maschile: 5
  - 1954-55, 1955-56, 1956-57, 1958-59, 1959-60.